# Wohnhaus Dresdner Straße 283

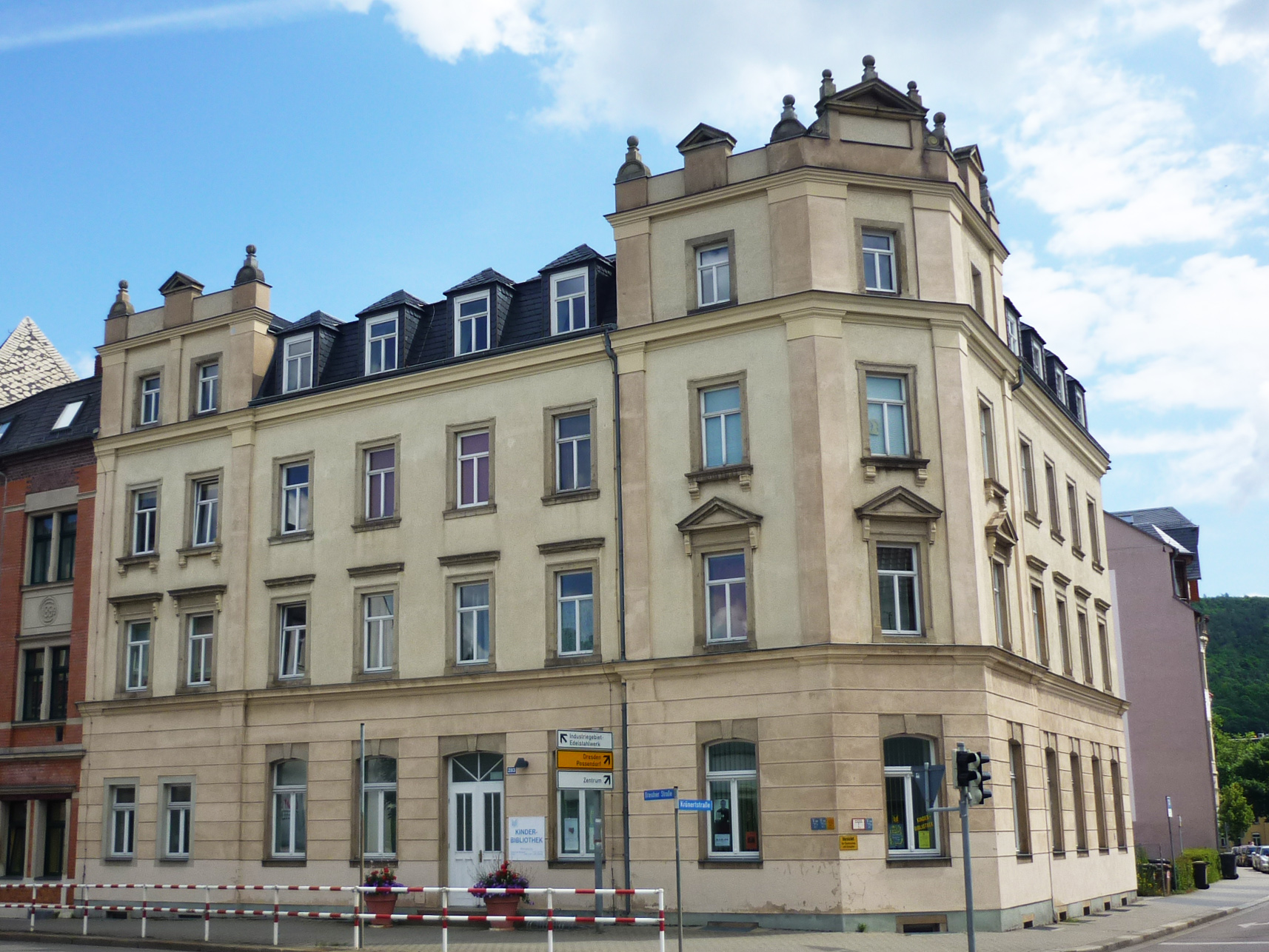
Ansicht von der Dresdner Straße (2014)

Das Wohnhaus Dresdner Straße 283 ist ein denkmalgeschütztes Gebäude im Freitaler Stadtteil Deuben. Errichtet wurde es Ende des 19. Jahrhunderts als Gasthaus „Wettinburg“.

## Lage und Baubeschreibung
Es befindet sich in halboffener Bebauung an der Nordseite der Ecke Dresdner Straße und Krönertstraße. Die längere, etwa 20 Meter lange Gebäudefront mit dem Haupteingang befindet sich entlang der Dresdner Straße. An deren Ende schließt sich das Gebäude Dresdner Straße 281 an. Die kürzere Gebäudeseite an der Krönertstraße misst etwa 17 Meter und endet offen. Die Hausnummern 283, 281 und das ebenfalls denkmalgeschützte Haus Nr. 279 bilden gemeinsam die östliche Fassung des Kreuzungsbereichs aus Dresdner, Krönert- sowie Güterstraße.
Das Erdgeschoss wird gewerblich genutzt, in den beiden Obergeschossen sowie dem Dachgeschoss befinden sich Wohnungen. Zur Dresdner Straße hat das Gebäude sieben Fensterachsen, zur Krönertstraße fünf. Die abgeschrägte Ecke nimmt eine weitere Fensterachse auf. Der Eckbereich sowie der Abschnitt zum Anschlussbau Nr. 281 sind mit Attiken gestaltet und die Fenster des ersten Obergeschosses verdacht.
Aufgrund der baugeschichtlichen Bedeutung und des städtebaulichen Akzents des Hauses wurde es in die Kulturdenkmalliste aufgenommen.

## Geschichte
Auf dem Grundstück wurde 1733 die erste Gastwirtschaft des Ortes Deuben eröffnet, für die sich der Name „Gifthütte“ einbürgerte. Es wurde 1875 von Moritz Körner gekauft. Nach einem Brand im Jahr 1885 ließ er das Gebäude abbrechen und durch einen Neubau ersetzen. Noch während des Baus im Jahr 1886 starb Körner, seine Witwe führte den Bau fort und prägte anlässlich der 800-Jahr-Feier der Wettiner im Jahr 1889 den Namen „Wettinburg“ für das neue Gasthaus. Im Saal fanden regelmäßig Kleinkunstprogramme, Konzerte und Tanzveranstaltungen statt. Angeschlossen war auch eine Bierstube. Ab 1895 wurde das Lokal von Richard Pinkert weitergeführt. Die Wettinburg betrieb außerdem die „Zechels Höhe“, ein Ausflugslokal unter freiem Himmel westlich des Ortes. Im Jahr 1908 wurde das „Reform-Kino“ in der Wettinburg eingerichtet.
Die Nutzung als Gaststätte endete später. Nach Hochwasserschäden im Jahr 2002 zog die Kinderbibliothek als Außenstelle der Stadtbibliothek von der Wehrstraße in das Erdgeschoss der Dresdner Straße 283 um, bis sie 2016 in den zentralen Standort am Neumarkt verlegt wurde.